# Armoiries des Antilles néerlandaises
La dernière version du blason des Antilles néerlandaises fut adopté le 1er janvier 1986, après la séparation d'avec Aruba. La fédération a été dissoute le 10 octobre 2010, laissant la place à des territoires autonomes de Curaçao et Saint-Martin et aux municipalités de Bonaire, Saba et Saint-Eustache.
Au centre du blason, on pouvait voir sur un champ d'or avec une bordure de gueules cinq étoiles d'azur (six avant la séparation d'avec Aruba) à cinq branches. Le tout surmonté d'une couronne royale d'or et de perle, la couronne des Pays-Bas.  
Dans la partie inférieure, sur une ceinture d'or, on pouvait lire la devise officielle des Antilles néerlandaises : "Libertate Unanimus" (Unis pour la liberté).

1964-1986
1986-2010